# Општина Рибица (Хунедоара)
Рибица (рум. Ribiţa) општина је у Румунији у округу Хунедоара.
Општина се налази на надморској висини од 524 m.